# Cathédrale Saint-Élie d'Haïfa
Cette  cathédrale n’est pas la seule cathédrale Saint-Élie.
La cathédrale Saint-Élie d'Haïfa, (en arabe : كاتدرائية مار إلياس ; en hébreu : קתדרלת אליהו הנביא) est la cathédrale melchite d'Haïfa (Israël) qui sert à l'Église grecque-catholique de rite byzantin, la plus grande communauté chrétienne d'Haïfa et d'Israël. Elle est rattachée à l'archéparchie melkite grecque-catholique d'Acre (en), créée par la bulle Episcopalis synodus du pape Paul VI.
La cathédrale Saint-Élie est conçue par l'architecte Sammihom Atallah. Sa construction débute en 1938 et s'achève l'année suivante. Avant cette date, l'archidiocèse d'Acre a pour siège l'église de la Vierge-Marie d'Haïfa. Après la guerre israélo-arabe de 1948-1949, la plupart des chrétiens melchites d'Haïfa s'installent dans la partie basse de la ville. Le siège de l'évêque est alors transféré vers la cathédrale Saint-Élie.
La façade avant de la cathédrale Saint-Élie est surmontée d'une grande croix, distante de quelques mètres d'un petit clocher. Le prophète Élie est représenté sur le portail d'entrée.

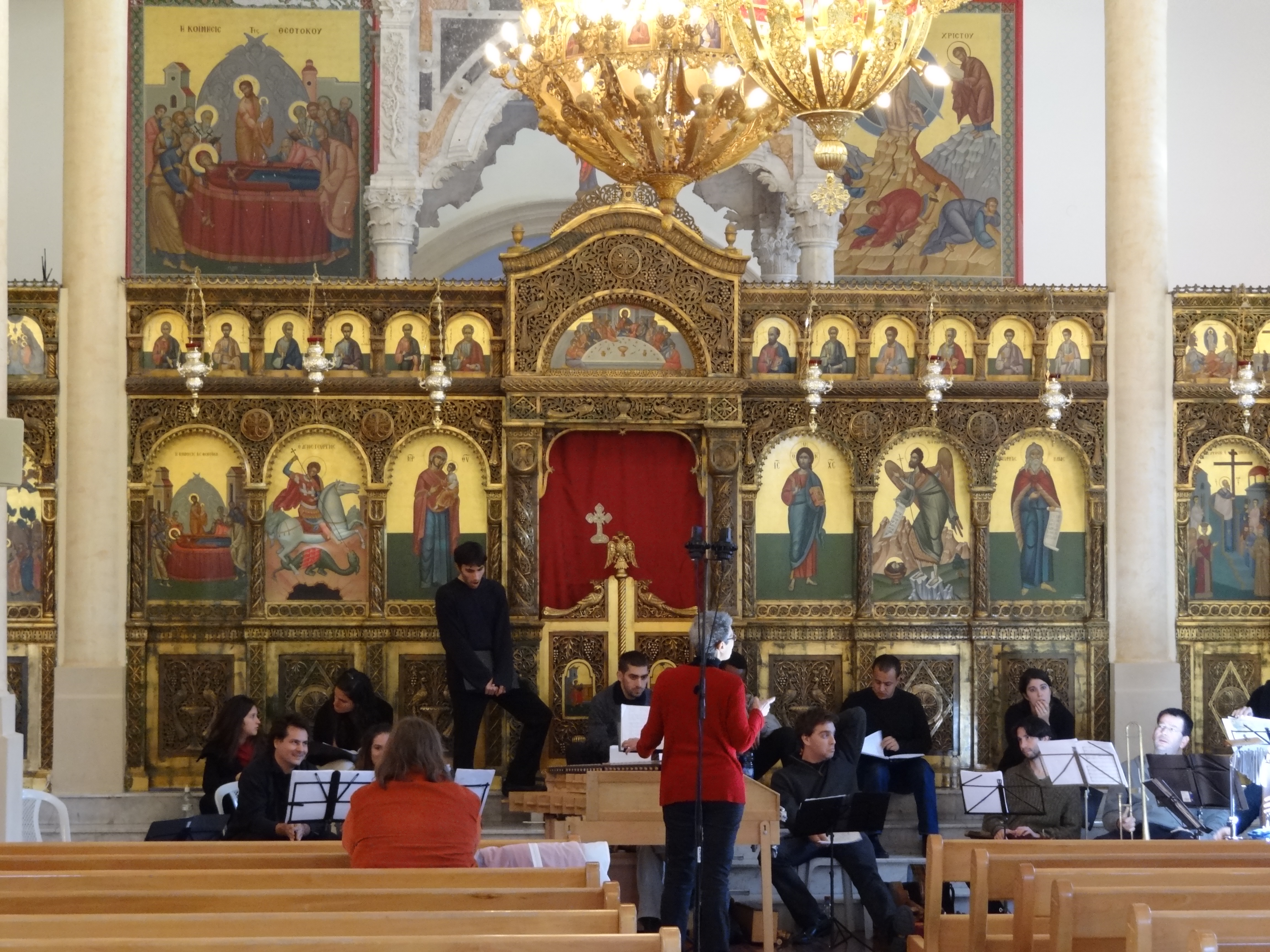
L'intérieur de la cathédrale.